# Флаг Озёрского городского округа (Челябинская область)
Флаг муниципального образования Озёрский городской округ Челябинской области Российской Федерации — опознавательно-правовой знак, служащий официальным символом муниципального образования.
Флаг утверждён 24 декабря 2003 года (как флаг муниципального образования «Озёрск», после муниципальной реформы 2006 года — Озёрский городской округ) и внесён в Государственный геральдический регистр Российской Федерации с присвоением регистрационного номера 1477.

## Описание
«Флаг Озёрска представляет собой прямоугольное полотнище с соотношением сторон 2:3 синего цвета и несущее посреди полотнища изображение гербовой композиции: жёлто-оранжевого кольца, внутри кольца сложенные в квадратный крест белые квадраты и поверх квадратов жёлто-оранжевая ящерица, — составляющей 3/4 ширины полотнища».

## Обоснование символики
В центре символического изображения водной глади (лазоревой, ярко-синей) (географическое расположение города — почти островное, омывается несколькими озёрами) расположен стилистически выполненный рисунок атомного реактора (градообразующее предприятие ФГУП «ПО „Маяк“») в виде белых квадратов.
На изображение реактора наложен рисунок ящерицы — олицетворение уральского начала (фольклор и традиции Южного Урала, Бажовские сказы), которая огненным следом своего хвоста (энергия, заключённая в реакторе, в ядерном распаде) обрамляет реактор (символически природная сила и стихия атомной энергии приручена и поставлена на службу человеку).